# 盛斌 (解放军)
盛斌（1958年12月—），男，汉族，辽宁营口人，中国人民解放军中将。中共第十九届中央委员。

## 生平
1976年12月入伍。从普通战士做起，历任连长、参谋、营长、团参谋长等职。1994年，任中国人民解放军陆军第二十三集团军69师205团团长。1997年至2000年间，入中国人民解放军国防大学研究生院首期师团职干部研究生班学习，后升任第23集团军第69摩步师参谋长。2001年赴俄羅斯聯邦軍隊綜合軍事學院留学，回国后晋升为第69摩步师师长。2003年第23集团军番号撤销，69师作为主力保留并转隶第16集团军。2006年，任第40集团军参谋长。2007年7月，任第40集团军副军长。2009年1月，任第39集团军副军长。2012年3月，任黑龙江省军区司令员。2013年，当选第十二届全国人民代表大会解放军代表。2014年12月，接替到龄退役的侯继振中将出任沈阳军区副司令员。2016年1月，任新成立的中央军委国防动员部首任部长。2016年12月，兼任国家国防动员委员会秘书长。2021年12月因达到副战区职最高任职年龄退出现役。

## 军衔
2007年7月，晋升少将军衔。2016年8月，晋升中国人民解放军中将军衔。